# Колодязнянський заказник
Колодязнянський — ботанічний заказник місцевого значення. Об'єкт розташований на території Дворічанської селищної громад Куп'янського району Харківської області, біля села Колодязне.
Площа — 94,5 га, статус отриманий у 2002 році.
Охороняється ділянка природної степової рослинності на схилах балки з крейдовими відслоненнями. 
Тут зростає трав'яниста рослинність справжніх та чагарникових степів, а на оголених виходах крейди - реліктова крейдолюбна флора.